# Grand Cru Airlines
Aeromanage (ehemals Grand Cru Airlines) ist eine litauische Charterfluggesellschaft mit Sitz in Vilnius und Basis auf dem Flughafen Vilnius.

## Unternehmen
Grand Cru Airlines wurde 2013 durch den ehemaligen CEO der Aurela, Valdas Barakauskas, gegründet. Sie bietet Flugzeugleasing für andere Fluggesellschaften sowie Charterflüge an.
Die Fluggesellschaft änderte am 1. Januar 2021 den Namen in Aeromanage.

## Flotte
Mit Stand Juli 2022 bestand die Flotte der Grand Cru aus einem Flugzeug:
| Flugzeugtyp    | Anzahl | Luftfahrzeugkennzeichen | Anmerkungen | Sitzplätze |
| -------------- | ------ | ----------------------- | ----------- | ---------- |
| Boeing 737-300 | 1      | LY-GGC                  |             | 148        |
| Gesamt         | 1      |                         |             |            |